# Bolette Schrøder
Bolette Schrøder (født 8. maj 1968) er en dansk skuespiller.
Schrøder er uddannet på Statens Teaterskole i 1993. Herefter har hun blandt andet spillet i Figaros Bryllup og Store forventninger på Grønnegårds Teatret. I sæsonen 1994/1995 blev hun ansat på Det Kongelige Teater og medvirkede blandt andet i forestillingen Oleanna.

## Filmografi

### Film
| År   | Film                                 | Rolle     | Andre noter                |
| ---- | ------------------------------------ | --------- | -------------------------- |
| 1989 | Dansen med Regitze                   | Skæg pige | Mindre rolle               |
| 1993 | En succes                            | ?         | TV-film for Danmarks Radio |
| 1997 | Royal blues                          | Tina      |                            |
| 1998 | Don Ranudo                           | Eugenia   | TV-film                    |
| 2011 | P-vagt i diskussion med vred bilejer | P-vagt    | Kortfilm lavet af FOA      |

### TV-serier
| År        | TV-serie         | Rolle                       | Andre noter                                                          |
| --------- | ---------------- | --------------------------- | -------------------------------------------------------------------- |
| 1994      | Strenge tider    | ?                           | Social-realistisk tv-serie i 3 dele af Tørk Haxthausen og Line Krogh |
| 1998      | Hvide løgne      | Linda Dyrvig, sygeplejerske |                                                                      |
| 1999      | Finn'sk fjernsyn | Forskellige roller          | Små sketchs                                                          |
| 2003      | Krøniken         | Bitten                      | 8. Del 8                                                             |
| 2005      | Julie            | Trines mor                  | Miniserie i 4 afsnit                                                 |
| 2008      | Sommer           | Alabama                     | 14. Afsnit 14                                                        |
| 2009/2010 | Lærkevej         | Mona                        | Medvirker i 7 afsnit                                                 |
| 2013      | Dicte            | Søndergaard                 | 1. Personskade - del 1 & 2                                           |